# Oiseau de printemps, Hirondelle d'hiver
Pour plus de détails, voir Fiche technique et Distribution.
Oiseau de printemps, Hirondelle d'hiver est un film muet français réalisé par Georges Denola, sorti en 1911.

## Fiche technique
- Titre : Oiseau de printemps, Hirondelle d'hiver
- Réalisation : Georges Denola
- Scénario : E. M. Laumann
- Photographie :
- Montage :
- Société de production : Société cinématographique des auteurs et gens de lettres (S.C.A.G.L.)
- Société de distribution : Pathé frères
- Pays d'origine :  France
- Langue : français
- Métrage : 160 mètres
- Format : Noir et blanc — 35 mm — 1,33:1 — Muet
- Genre : Film dramatique
- Durée : 5 minutes
- Dates de sortie : 
  -  France : 22 septembre 1911

## Distribution
- Georges Dorival : le père
- Auguste Mévisto : le patron
- Darmody : la mère
- la petite Maria Fromet : Pierrot
- La petite Carina : le petit ramoneur